# Бајерфелд-Штеквајлер
Бајерфелд-Штеквајлер (њем. Bayerfeld-Steckweiler) општина је у њемачкој савезној држави Рајна-Палатинат. Једно је од 81 општинског средишта округа Донерсберг. Према процјени из 2010. у општини је живјело 448 становника. Посједује регионалну шифру (AGS) 7333004.

## Географски и демографски подаци
Бајерфелд-Штеквајлер се налази у савезној држави Рајна-Палатинат у округу Донерсберг. Општина се налази на надморској висини од 185 метара. Површина општине износи 8,6 km². У самом мјесту је, према процјени из 2010. године, живјело 448 становника. Просјечна густина становништва износи 52 становника/km².